# Фуникулёр в Старом Квебеке
Фуникулёр в Старом Квебеке (фуникулёр Старого города Квебек, фр. Funiculaire du Vieux-Québec, англ. Old Quebec Funicular) — фуникулёр в Старом Квебеке (старой части города Квебек).
Связывает исторический район Пети-Шамплен и Музей цивилизации, которые находятся в Нижнем городе, с террасой Дюфферен в Верхнем городе.

## История
Данная система транспорта была открыта 17 ноября 1879 года. Первоначально это был фуникулёр с водяным балластом, так же как и Неробергбан в Висбадене (Германия). В 1907 году фуникулёр был переведён на электротягу.

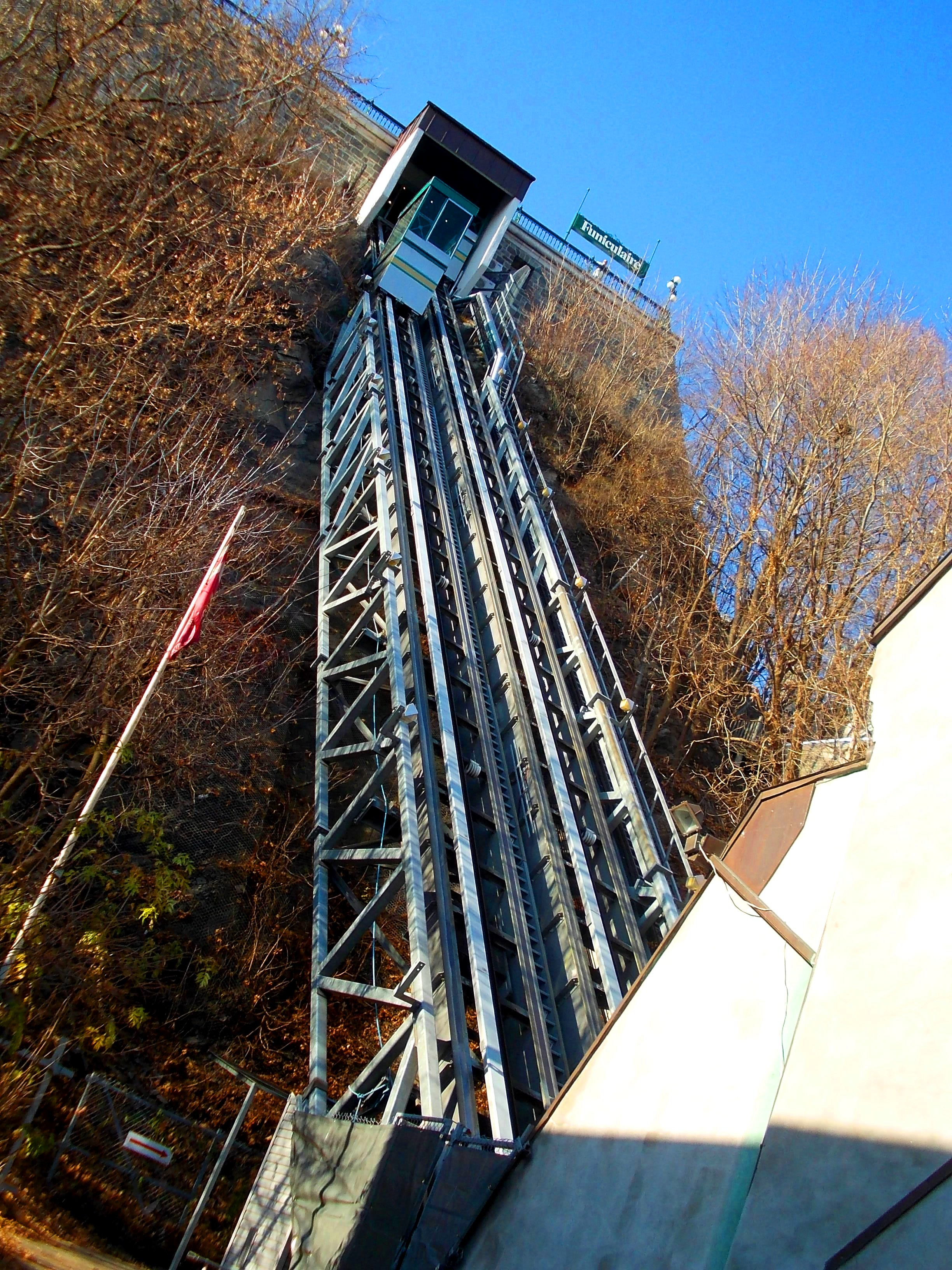
Фуникулер Квебека

2 июля 1945 года крупный пожар повредил конструкции фуникулёра, что потребовало восстановления, которое было завершено в 1946 году. С тех пор капитальный ремонт проводился лишь в 1978 и 1998 годах. В 2004 году фуникулёру исполнилось 125 лет эксплуатации.
В октябре 1996 года британка Хелен Тумс (Helen Tombs) погибла, когда канат на фуникулёре оборвался, а аварийной остановки кабины не произошло, вследствие чего кабина врезалась в нижнюю станцию. Из-за этой аварии фуникулёр был закрыт до 1998 года.
Фуникулёр имеет следующие технические параметры:
- Длина: 64 метра
- Высота: 59 метров
- Угол подъёма: 45°
- Число кабин: 2
- Конфигурация: два железнодорожных пути
- Тяга: электрическая

Маршрут: Rue du Petit-Champlain (верхняя остановка) — Rue St-Louis (нижняя остановка).